# Maisonnais
Maisonnais – miejscowość i gmina we Francji, w Regionie Centralnym, w departamencie Cher.
Według danych na rok 1990 gminę zamieszkiwało 239 osób, a gęstość zaludnienia wynosiła 9 osób/km² (wśród 1842 gmin Regionu Centralnego Maisonnais plasuje się na 901. miejscu pod względem liczby ludności, natomiast pod względem powierzchni na miejscu 439.).